# باول شامبرلين
باول شامبرلين هو فيلسوف كندي، ولد في 1954.